# Afschrijving
Een afschrijving is in de bedrijfseconomie de boekhoudkundige waardevermindering van een actief in een bepaalde periode. Vatbaar voor afschrijving zijn de vaste activa op een balans.
Aangezien afschrijvingen de facto een kost inhouden, zorgen ze ervoor dat de winst boekhoudkundig en fiscaal daalt.

## Achtergrond
De afschrijving vormt een kostenpost in de winst-en-verliesrekening en leidt tot een lager resultaat in de verslagperiode en zal in de regel tot uitdrukking komen als afschrijvingskosten. Afschrijving is een goed voorbeeld van het accrualbeginsel, dat stelt dat kosten niet gelijk hoeven te zijn aan uitgaven. Een uitgave is geld dat de onderneming verlaat. Kosten zijn gegevens die ten laste van het eigen vermogen komen en zijn in de regel tevens uitgaven. Wanneer de ondernemer een machine aanschaft voor € 100.000, is dat geld dat de onderneming verlaat. Het is dus een uitgave. Het zou onverstandig zijn om de machine in dat jaar als kosten in te boeken. De kostenpost drukt dan te hard op het resultaat van dat jaar. Daarnaast is het wettelijk verplicht om de kosten te verspreiden over de jaren dat de machine in gebruik is. De ondernemer doet dit door de machine op zijn balans te activeren. De machine komt daarmee voor € 100.000 op de balans te staan. Door nu bijvoorbeeld € 10.000 per jaar van deze post af te halen (afschrijving) en in te boeken als kosten geeft dit een reëler beeld van het resultaat. 
Waar normaal kosten tevens uitgaven zijn, is dit bij afschrijving niet het geval. De uitgave is namelijk al gedaan aan het begin. Hoe kan het dat de afschrijving weliswaar het resultaat vermindert, terwijl er eigenlijk geen uitgave is? Voor dit verschil legt de ondernemer zijn resultatenrekening en kasstroomoverzicht naast elkaar. De ondernemer zal zien dat het kasstroomoverzicht hoger is dan het resultaat. Het gebruik van afschrijving als kostenpost zorgt ervoor dat er meer geld in kas blijft, zonder dat je dit als winst weergeeft. De afschrijving functioneert zo als 'reserveringsmiddel' voor toekomstige investeringen. 
Met afschrijven wordt tevens het matchingprincipe toegepast: de kosten worden aan de daarmee samenhangende opbrengsten gekoppeld.

## Mogelijkheden
Er zijn veel verschillende mogelijkheden van afschrijven:
- Lineair
- Lineair tot restwaarde
- Degressief (naar lineair)
- Degressief (vast percentage van de boekwaarde)
- Sum of the year digits (vast afnamebedrag)
- Normale annuïteitenmethode
- Gebaseerd op gebruik/prestatie

De termen economische levensduur, technische levensduur en restwaarde zijn hier van belang. De afschrijvingskosten worden bepaald door de aanschafwaarde te verminderen met de restwaarde en de uitkomst hiervan vervolgens te delen door de economische levensduur.
De bekendste methoden worden hieronder uitgelegd met een voorbeeld.

### Voorbeeld lineaire afschrijving zonder restwaarde
Een bedrijfsmiddel heeft bij aanschaf een waarde van € 10.000. De economische levensduur wordt op 5 jaar geraamd; nadien heeft het activum geen waarde meer. De jaarlijkse afschrijving van het object is dan:
€ 10.000 / 5 = € 2.000
In het voorbeeld wordt ervan uitgegaan dat het product geen restwaarde heeft. Dat zal niet altijd zo zijn.

### Voorbeeld lineaire afschrijving met restwaarde
Een auto wordt gekocht voor € 25.000, na 3 jaar zal deze vermoedelijk nog een restwaarde van € 13.000 hebben. Het activum heeft immers nog wel een zekere inruilwaarde. De economische levensduur is verstreken, maar de technische levensduur zeker nog niet. De jaarlijkse afschrijving is dan:
(€25.000 - €13.000) / 3 = € 4.000
De voorbeelden gaan uit van een lineaire afschrijving (de afschrijving is per periode gelijk). In werkelijkheid zal de waardeafname niet altijd lineair zijn. Het gaat dan om bedrijfsmiddelen, die vooral in de eerste jaren het meeste nut afwerpen. Om hier aan tegemoet te komen zijn er verschillende methoden van afschrijving ontwikkeld. De belangrijkste naast de lineaire methode is afschrijving met een vast percentage van de boekwaarde. Bij deze methode wordt de afschrijving elk jaar lager, omdat door de afschrijvingen de boekwaarde elk jaar lager wordt. Deze methode heet 'degressieve afschrijving'.

### Formule voor berekening vast percentage van de boekwaarde
{\displaystyle {\textrm {vast}}\;{\textrm {percentage}}\;{\textrm {boekwaarde}}=\left[1-\left({\frac {\textrm {restwaarde}}{\textrm {aanschafwaarde}}}\right)^{\frac {1}{n}}\right]\times 100\%}
Waarbij {\displaystyle n} het aantal jaren is waarin men wenst af te schrijven.
Stel dat de auto uit het vorige voorbeeld in tien jaar wordt afgeschreven tot € 2.500,-, dan vindt men als volgt het afschrijfpercentage.
{\displaystyle \left[1-\left({\frac {2.500}{25.000}}\right)^{\frac {1}{10}}\right]\times 100\%=20{,}57\%}.
Na een jaar is de afschrijving 25.000 * 20,57% = € 5.141,79, en de boekwaarde 25.000 - 5.141,79 = € 19.858,21
Na twee jaar is de afschrijving 19.858,21 * 20,57% = € 4.084,27 en de boekwaarde 19.858,21 - 4.084,27 (of 25.000 - 5.141,79 - 4.084,27) = € 15.773,93
Aldus levert dit het volgende schema op.
| Jaar | Afschrijving | Boekwaarde einde jaar |
| ---- | ------------ | --------------------- |
| 1    | 5.141,79     | 19.858,21             |
| 2    | 4.084,27     | 15.773,93             |
| 3    | 3.244,25     | 12.529,68             |
| 4    | 2.577,00     | 9.952,68              |
| 5    | 2.046,99     | 7.905,69              |
| 6    | 1.625,98     | 6.279,72              |
| 7    | 1.291,56     | 4.988,16              |
| 8    | 1.025,92     | 3.962,23              |
| 9    | 814,92       | 3.147,31              |
| 10   | 647,31       | 2.500,00              |
Aan het eind van het tiende jaar is de boekwaarde exact € 2.500,-. Wanneer men het totaal berekent van de kolom afschrijving, komt men uit op € 22.500,-, precies het bedrag dat diende te worden afgeschreven.

De keuze voor de methode van afschrijven wordt vaak bepaald door praktische en fiscale overwegingen. In veel gevallen is door de wetgever bepaald welke waarderingsgrondslag gebruikt mag worden en hoe wordt afgeschreven, afhankelijk van het soort actief. 
Bij belangrijke waardedalingen van de bedrijfsmiddelen kunnen inhaalafschrijvingen nodig zijn.
De belastingwet hanteert vergelijkbare noties als het om afschrijven gaat. Wel is daar door de Wetgever sinds 2007 in bepaalde gevallen een bepaalde afschrijvingsduur voorgeschreven. Bij onroerende goederen op de balans is de WOZ-waarde een rol gaan spelen.

## Fiscale overwegingen
Een onderneming heeft naast een bedrijfseconomische ook een fiscale jaarrekening. Deze jaarrekening ontstaat door fiscale waarderingsgrondslagen toe te passen op de balansgegevens. Deze wetgeving bevat naast onder andere vrijstellingen, aftrekbeperkingen en extra aftrekposten, ook afschrijvingsregels. Hierdoor kunnen afschrijvingsverschillen ontstaan met de bedrijfseconomische jaarrekening. De fiscale wetgeving zorgt voor een andere winst dan onder de commerciële wetgeving, en heeft tot doel manipulatie van winsten te verhinderen. 
Bij fiscale planning probeert men in de regel op de fiscale balans de kosten zo snel mogelijk te nemen. Degressieve methoden genieten hier de voorkeur omdat in de beginjaren hogere kosten worden genomen. Hierdoor wordt de fiscale winst gedrukt en is de te betalen belasting lager. Uiteraard betekent dit uitstel van belastingheffing naar latere jaren en het ontstaan van een latente belastingschuld, maar een verschuiving van kosten naar de toekomst betekent tevens rentevoordeel: een bedrag in de toekomst heeft een lagere contante waarde dan hetzelfde bedrag nu.
Deze overweging speelt tevens mee bij momenten waarop men vervreemdingsvoordelen in de fiscale winst moet nemen en dus fiscaal moet 'afrekenen' (bijvoorbeeld bij bedrijfsovernames). Men kan hier vaak onder voorwaarden kiezen niet af te rekenen. In dit geval worden de oude boekwaarden aangehouden omdat de onderneming geacht wordt te zijn 'voortgezet'. Het voordeel is uiteraard dat in het overnamejaar geen drainage van financiële middelen door de extra belastingheffing plaatsvindt. Nadeel voor de overnemer is dan wel dat hij lagere afschrijvingen heeft en dus hogere fiscale winsten en daarmee meer belastingheffing.